# Canoagem nos Jogos Pan-Americanos de 2007 - K-2 1000 m masculino
A competição de K-2 1000 metros masculino foi um dos eventos da canoagem nos Jogos Pan-Americanos de 2007, realizado no Estádio de Remo da Lagoa no dia 27 de julho. 16 atletas disputaram a prova.

## Medalhistas
| Ouro   | MEX Jesus Valdéz e Manuel Cortina        |
| Prata  | ARG Pablo de Torres e Juan Pablo Bergero |
| Bronze | VEN José Ramos Ramos e Gabriel Rodríguez |

## Resultados
Com apenas oito equipes, o K-2 500 metros para homens consistiu de apenas uma fase com os três primeiros colocados conquistando medalhas.
| Pos.   | Atletas                                          | Tempo    |
| ------ | ------------------------------------------------ | -------- |
| Ouro   | MEX Jesus Valdéz e Manuel Cortina                | 3m25s196 |
| Prata  | ARG Pablo de Torres e Juan Pablo Bergero         | 3m26s552 |
| Bronze | VEN José Ramos e Gabriel Rodríguez               | 3m28s106 |
| 4      | CAN Colin Corbett e Wesley Hammer                | 3m28s870 |
| 5      | CUB Maikel Zulueta e Carlos Montalvo             | 3m29s362 |
| 6      | BRA Givago Bitencourt e Jonatan Maia de Oliveira | 3m33s114 |
| 7      | USA David Petrovics e Sam Ritchie                | 3m35s230 |
| 8      | URU Marcelo D'Ambrosio e Cristhian Vergara       | 3m36s794 |